# Universal Airlines
Universal Airlines (code AITA : UW) était une compagnie aérienne du Guyana. La compagnie offrait un service vers les États-Unis ainsi que vers Trinité-et-Tobago. Elle cesse ses activités en 2005

## Code data
- AITA Code: UW[1]
- OACI Code: UVG[1]
- Callsign: GUYANA JET[1]

## Histoire
Créée à l'initiative de deux sœurs, Chandramatie Harpaul et Ramashree Singh, la compagnie a été mise en place pour remplacer l'ancienne compagnie Guyana airways qui était en cessation de paiement en 2001. L'exploitation d'Universal airlines commence le 13 décembre 2001 avec un Boeing 767-300 ainsi que son équipage loué à la compagnie LOT Polish Airlines, sur le trajet New York - Georgetown. Par la suite, la compagnie loue un Airbus A320 à Avianca El Salvador mais l'avion fut repris en 2005 et Universal dut suspendre ses activités.